# Голубовка (Ружинский район)
Го́лубовка (укр. Голубівка) — село на Украине, основано в 1605 году, находится в Ружинском районе Житомирской области.
Код КОАТУУ — 1825282601. Население по переписи 2001 года составляет 822 человека. Почтовый индекс — 13645. Телефонный код — 4138. Занимает площадь 2,169 км².

## Адрес местного совета
13645, Житомирская область, Ружинский р-н, с.Голубовка, ул.Советская, 9

## История
В XIX веке село Голубовка было в составе Белиловской волости Бердичевского уезда Киевской губернии. В селе была Покровская церковь.